# RAW (album)
RAW je drugi nezavisni album repera Hopsina. Album je objavljen 19. studenog 2010. godine preko diskografske kuće Funk Volume, koju je sam osnovao. Na pjesmi "Sag My Pants", Hopsin pokazuje nepoštovanje prema Drakeu, Soulji Boyju, Lil Wayneu, Rick Rossu i Lupe Fiascu. Također govori protiv diskografske kuće Ruthless Records koju je osnovao Eazy-E, te protiv njegove žene Tomice Wright. Album je u Sjedinjenim Američkim Državama prodan u 14.000 primjeraka.

## Popis pjesama
| Br. | Skladba                                             | Tekstopisac                                  | Producent     | Trajanje |
| --- | --------------------------------------------------- | -------------------------------------------- | ------------- | -------- |
| 1.  | »Hot 16's«                                          | Marcus Hopson                                | Marcus Hopson | 4:01     |
| 2.  | »Sag My Pants«                                      | Marcus Hopson                                | Marcus Hopson | 3:41     |
| 3.  | »You Are My Enemy«                                  | Marcus Hopson                                | Marcus Hopson | 4:15     |
| 4.  | »Trampoline«                                        | Marcus Hopson                                | Marcus Hopson | 3:50     |
| 5.  | »I'm Not Introducing You«                           | Marcus Hopson                                | Marcus Hopson | 5:20     |
| 6.  | »I Can't Decide«                                    | Marcus Hopson                                | Marcus Hopson | 4:53     |
| 7.  | »I Am RAW« (featuring SwizZz & Chelsea Hopson)      | Marcus Hopson, Justin Ritter, Chelsea Hopson | Marcus Hopson | 4:12     |
| 8.  | »Nocturnal Rainbows«                                | Marcus Hopson                                | Marcus Hopson | 5:09     |
| 9.  | »How You Like Me Now« (featuring SwizZz)            | Marcus Hopson, Justin Ritter                 | Marcus Hopson | 4:47     |
| 10. | »Heather Nicole«                                    | Marcus Hopson                                | Marcus Hopson | 4:35     |
| 11. | »Kill Her«                                          | Marcus Hopson                                | Marcus Hopson | 3:43     |
| 12. | »I'm Not Crazy« (featuring SwizZz & Cryptic Wisdom) | Marcus Hopson, Justin Ritter, David Gonzalez | Marcus Hopson | 3:51     |
| 13. | »Where Will I Go«                                   | Marcus Hopson                                | Marcus Hopson | 4:33     |
| 14. | »Baby's Daddy«                                      | Marcus Hopson                                | Marcus Hopson | 3:59     |
| 15. | »Blood Energy Potion«                               | Marcus Hopson                                | Marcus Hopson | 3:25     |
| 16. | »Pillow Man«                                        | Marcus Hopson                                | Marcus Hopson | 5:17     |